# Chartreuse de San Francesco
Ne doit pas être confondu avec la Chartreuse d'Avigliana.
La Chartreuse de Saint-Antoine-de-Padoue de San Francesco ou Chartreuse de Giaveno était un ancien monastère de moniales appartenant à l'ordre des chartreux, situé sur la route de Giaveno à l'abbaye Saint-Michel-de-la-Cluse, sur les contreforts du Mont Pirchiriano, à Mortera, un quartier de Veillane (italien : Avigliana), à trente kilomètres à l'ouest de Turin, dans le Piémont en Italie. Elle est aussi parfois appelée Chartreuse de Saint François al Monte, en italien : Certosa di San Francesco al Monte ou bien encore Chartreuse de  Mortera, en italien : Certosa della Mortera.

## Histoire
Le couvent de « San Francesco » est fondé par Saint François d'Assise, en 1212, lorsqu'il se rend en Espagne. Le Bienheureux Thomas Illyricus, la restaure en 1515. Bâti autour d’une église, consacrée en 1521, il est occupé par les Franciscains jusqu'à la Révolution. Après la Révolution, San Francesco passe aux religieux de Saint Camille de Lellis, que Victor-Emmanuel II exproprie, et le couvent devient propriété de l'Etat. Le comte Martini le rachète, le restaure, agrandit l'église et en fait une villa où il vient passer l'été; Martini vend San Francesco aux Chartreux en 1904, pour en faire une maison de refuge lors de l'expulsion des communautés de France, en vertu de la loi relative au contrat d'association de 1901.
Une partie de la communauté des moniales de Beauregard arrive le 13 juin 1904 jusqu'en 1912, elles vivent sous l'autorité de la prieure de Beauregard; quelques années plus tard. San Francesco devient une quatrième maison de moniales et Pie X permet d'ouvrir les deux noviciats de sœurs de chœur et de converses. L'église, dédiée à Saint Antoine de Padoue, est ouverte aux deux cents habitants des villages voisins et desservie par les chartreux attachés au monastère.
En octobre 1977, un groupe de moniales de San Francesco, en attendant la construction d'une nouvelle chartreuse à Dego, tente un essai de vie en cellules individuelles à là Chartreuse de Vedana, et y restent jusqu'en mars 1994 quand la communauté déménage à la nouvelle Chartreuse de Dego.
Aujourd'hui, c'est un centre de formation permanente pour les opérateurs dans le domaine social dirigé par le groupe Abele de Turin, et est géré par l'association Certosa1515 Onlus.

## Prieures
- Marie Roseline Kannengiesser (1842-†1934)